# Llista de monuments del districte de Vilafranca de Roergue
Llista de monuments del districte de Vilafranca de Roergue (Avairon) registrats com a monuments històrics, bé catalogats d'interès nacional (classé) o bé inventariats d'interès regional (inscrit).
| Monument                                                             | Prot. | Època           | Localització                                                     | Coordenades                                          | Codi?      | Imatge |
| -------------------------------------------------------------------- | ----- | --------------- | ---------------------------------------------------------------- | ---------------------------------------------------- | ---------- | --- |
| Castell de Camboulan                                                 | Inv.  | Segles XVI-XIX  | Ambairac Camboulan                                               | 44° 30′ 12″ N, 1° 55′ 25″ E / 44.503211°N,1.923561°E | PA00135441 | Castell de Camboulan · Vegeu més fotos d'aquest monument · Carregueu una nova foto d'aquest monument                                                 |
| Església Saint-Blaise                                                | Cat.  |                 | Aubinh                                                           | 44° 31′ 37″ N, 2° 14′ 30″ E / 44.526935°N,2.241567°E | PA00093957 | Església Saint-Blaise · Vegeu més fotos d'aquest monument · Carregueu una nova foto d'aquest monument                                                |
| Dues xemeneies de fàbrica                                            | Inv.  | 1847            | Aubinh                                                           | 44° 31′ 33″ N, 2° 15′ 40″ E / 44.525816°N,2.261207°E | PA12000046 | Dues xemeneies de fàbrica · Vegeu més fotos d'aquest monument · Carregueu una nova foto d'aquest monument                                            |
| Església del Gua                                                     | Inv.  | 1865            | Aubinh                                                           | 44° 31′ 44″ N, 2° 15′ 51″ E / 44.528891°N,2.264107°E | PA12000027 | Església del Gua · Vegeu més fotos d'aquest monument · Carregueu una nova foto d'aquest monument                                                     |
| Escola Jules Ferry del Gua                                           | Inv.  | 1876            | Aubinh                                                           | 44° 31′ 42″ N, 2° 15′ 45″ E / 44.528397°N,2.262492°E | PA12000024 | Escola Jules Ferry del Gua · Vegeu més fotos d'aquest monument · Carregueu una nova foto d'aquest monument                                           |
| Església Notre-Dame-des-Mines                                        | Inv.  | 1942            | Aubinh Combes                                                    | 44° 32′ 23″ N, 2° 16′ 06″ E / 44.53981°N,2.26825°E   | PA12000021 | Església Notre-Dame-des-Mines · Modifica el valor a Wikidata · Vegeu més fotos d'aquest monument · Carregueu una nova foto d'aquest monument         |
| Castell de Réquista                                                  | Inv.  | 1630            | La Bastida de l'Avesque                                          | 44° 20′ 44″ N, 2° 07′ 59″ E / 44.345518°N,2.133033°E | PA00094038 | Castell de Réquista · Vegeu més fotos d'aquest monument · Carregueu una nova foto d'aquest monument                                                  |
| Església Saint-Martin                                                | Inv.  |                 | Bolhac Aspières                                                  | 44° 34′ 32″ N, 2° 09′ 46″ E / 44.575685°N,2.162705°E | PA00093968 | Església Saint-Martin · Vegeu més fotos d'aquest monument · Carregueu una nova foto d'aquest monument                                                |
| Castell de Bolhac                                                    | Inv.  | Segle XVIII     | Bolhac                                                           | 44° 34′ 33″ N, 2° 09′ 41″ E / 44.575857°N,2.161479°E | PA00094249 | Castell de Bolhac · Modifica el valor a Wikidata · Carregueu una nova foto d'aquest monument                                                         |
| Castell de Saint-Julien d'Empare                                     | Inv.  | 1762            | Capdenac-Gara                                                    | 44° 33′ 22″ N, 2° 04′ 44″ E / 44.556°N,2.079°E       | PA00093988 | Castell de Saint-Julien d'Empare · Vegeu més fotos d'aquest monument · Carregueu una nova foto d'aquest monument                                     |
| Església Saint-Clair                                                 | Inv.  |                 | Causse e Diège Hameau de Saint Loup                              | 44° 31′ 56″ N, 2° 04′ 32″ E / 44.532302°N,2.075644°E | PA00093994 | Església Saint-Clair · Vegeu més fotos d'aquest monument · Carregueu una nova foto d'aquest monument                                                 |
| Ruïnes del castell de Pagax                                          | Inv.  |                 | Flanhac la Borie de Pagax                                        | 44° 36′ 30″ N, 2° 15′ 07″ E / 44.608333°N,2.251944°E | PA00094026 | Ruïnes del castell de Pagax · Vegeu més fotos d'aquest monument · Carregueu una nova foto d'aquest monument                                          |
| Galeria del riu soterrani de la Jonquière: Gruta de Foissac          | Cat.  |                 | Foissac le Cap de Tété; le Garric; le Fau                        | 44° 30′ 10″ N, 2° 00′ 24″ E / 44.502641°N,2.006641°E | PA00094028 | Carregueu una nova foto d'aquest monument |
| Església                                                             | Inv.  | Segle XII       | Lunac                                                            | 44° 14′ 07″ N, 2° 06′ 48″ E / 44.2353°N,2.1134°E     | PA00094052 | Església · Vegeu més fotos d'aquest monument · Carregueu una nova foto d'aquest monument                                                             |
| Dolmen de Maire-Gaillard                                             | Cat.  |                 | Marcièl les Teissoullières                                       | 44° 24′ 36″ N, 1° 52′ 39″ E / 44.41°N,1.8775°E       | PA00094057 | Dolmen de Maire-Gaillard · Vegeu més fotos d'aquest monument · Carregueu una nova foto d'aquest monument                                             |
| Dolmen du Bois de Galtier                                            | Cat.  |                 | Marcièl                                                          | 44° 24′ 31″ N, 1° 54′ 18″ E / 44.4086°N,1.905°E      | PA00094056 | Dolmen du Bois de Galtier · Vegeu més fotos d'aquest monument · Carregueu una nova foto d'aquest monument                                            |
| Dolmen                                                               | Cat.  |                 | Marcièl le Devès                                                 | 44° 25′ N, 1° 55′ E / 44.42°N,1.91°E                 | PA00094055 | Dolmen · Vegeu més fotos d'aquest monument · Carregueu una nova foto d'aquest monument                                                               |
| Antiga abadia de Loc-Dieu                                            | Cat.  |                 | Marcièl                                                          | 44° 20′ 23″ N, 1° 55′ 52″ E / 44.339722°N,1.931111°E | PA00094054 | Antiga abadia de Loc-Dieu · Vegeu més fotos d'aquest monument · Carregueu una nova foto d'aquest monument                                            |
| Restes de la porta de vila                                           | Inv.  |                 | Najac                                                            | 44° 13′ 04″ N, 1° 58′ 20″ E / 44.21773°N,1.9723°E    | PA00094086 | Restes de la porta de vila · Vegeu més fotos d'aquest monument · Carregueu una nova foto d'aquest monument                                           |
| Pont Saint-Blaise                                                    | Cat.  |                 | Najac                                                            | 44° 12′ 58″ N, 1° 57′ 41″ E / 44.216117°N,1.961284°E | PA00094085 | Pont Saint-Blaise · Vegeu més fotos d'aquest monument · Carregueu una nova foto d'aquest monument                                                    |
| Maison du Sénéchal                                                   | Inv.  |                 | Najac                                                            | 44° 13′ 07″ N, 1° 58′ 30″ E / 44.21861°N,1.974894°E  | PA00094084 | Maison du Sénéchal · Vegeu més fotos d'aquest monument · Carregueu una nova foto d'aquest monument                                                   |
| Font pública                                                         | Cat.  | 1350            | Najac                                                            | 44° 13′ 11″ N, 1° 58′ 41″ E / 44.2196°N,1.97798°E    | PA00094083 | Font pública · Vegeu més fotos d'aquest monument · Carregueu una nova foto d'aquest monument                                                         |
| Església Saint-Jean                                                  | Cat.  |                 | Najac                                                            | 44° 13′ 03″ N, 1° 58′ 16″ E / 44.217547°N,1.971099°E | PA00094082 | Església Saint-Jean · Vegeu més fotos d'aquest monument · Carregueu una nova foto d'aquest monument                                                  |
| Vestigis del castell i la seva segona muralla                        | Cat.  | 1100-1249       | Najac                                                            | 44° 13′ 06″ N, 1° 58′ 24″ E / 44.21833°N,1.97333°E   | PA00094081 | Vestigis del castell i la seva segona muralla · Vegeu més fotos d'aquest monument · Carregueu una nova foto d'aquest monument                        |
| Castell de Marinesque                                                | Inv.  | Segle XIV       | Naussac                                                          | 44° 29′ 52″ N, 2° 05′ 41″ E / 44.4979°N,2.0948°E     | PA00094093 | Castell de Marinesque · Carregueu una nova foto d'aquest monument                                                                                    |
| Antiga sinagoga                                                      | Inv.  | Segles XII-XIII | Peirussa del Ròc                                                 | 44° 29′ 55″ N, 2° 08′ 19″ E / 44.498476°N,2.138576°E | PA00094255 | Antiga sinagoga · Vegeu més fotos d'aquest monument · Carregueu una nova foto d'aquest monument                                                      |
| Porta de la Barbacane, antiga porta de vila                          | Inv.  |                 | Peirussa del Ròc                                                 | 44° 29′ 47″ N, 2° 08′ 23″ E / 44.4965°N,2.1398°E     | PA00094254 | Porta de la Barbacane, antiga porta de vila · Vegeu més fotos d'aquest monument · Carregueu una nova foto d'aquest monument                          |
| Mercat cobert medieval                                               | Inv.  |                 | Peirussa del Ròc                                                 | 44° 29′ 52″ N, 2° 08′ 17″ E / 44.497716°N,2.137956°E | PA00094253 | Mercat cobert medieval · Vegeu més fotos d'aquest monument · Carregueu una nova foto d'aquest monument                                               |
| Antic hospital des Anglais                                           | Inv.  |                 | Peirussa del Ròc                                                 | 44° 29′ 56″ N, 2° 08′ 18″ E / 44.498775°N,2.138283°E | PA00094252 | Antic hospital des Anglais · Vegeu més fotos d'aquest monument · Carregueu una nova foto d'aquest monument                                           |
| Antiga església Notre-Dame-de-Laval                                  | Cat.  |                 | Peirussa del Ròc                                                 | 44° 29′ 54″ N, 2° 08′ 18″ E / 44.498386°N,2.138385°E | PA00094251 | Antiga església Notre-Dame-de-Laval · Vegeu més fotos d'aquest monument · Carregueu una nova foto d'aquest monument                                  |
| Castell Inférieur                                                    | Inv.  | Segles XII-XIII | Peirussa del Ròc                                                 | 44° 29′ 54″ N, 2° 08′ 20″ E / 44.498254°N,2.138863°E | PA00094250 | Castell Inférieur · Vegeu més fotos d'aquest monument · Carregueu una nova foto d'aquest monument                                                    |
| Església Saint-Martial                                               | Cat.  |                 | Riupeirós                                                        | 44° 18′ 26″ N, 2° 14′ 07″ E / 44.307084°N,2.235187°E | PA00094106 | Església Saint-Martial · Vegeu més fotos d'aquest monument · Carregueu una nova foto d'aquest monument                                               |
| Castell                                                              | Cat.  | Segles XIII-XV  | Salvanhac de Cajarc                                              | 44° 28′ 31″ N, 1° 50′ 50″ E / 44.475299°N,1.847109°E | PA00094240 | Castell · Vegeu més fotos d'aquest monument · Carregueu una nova foto d'aquest monument                                                              |
| Castell                                                              | Inv.  | 1575            | Sant Vensan                                                      | 44° 17′ 34″ N, 2° 02′ 43″ E / 44.292639°N,2.045369°E | PA00094181 | Castell · Vegeu més fotos d'aquest monument · Carregueu una nova foto d'aquest monument                                                              |
| Església                                                             | Cat.  |                 | Santa Crotz                                                      | 44° 25′ 35″ N, 1° 58′ 00″ E / 44.426501°N,1.966651°E | PA00094144 | Església · Carregueu una nova foto d'aquest monument                                                                                                 |
| Castell de la Pèze                                                   | Inv.  |                 | Savinhac                                                         | 44° 22′ 17″ N, 1° 58′ 26″ E / 44.371472°N,1.973996°E | PA00132666 | Castell de la Pèze · Vegeu més fotos d'aquest monument · Carregueu una nova foto d'aquest monument                                                   |
| Castell de Tolonjac                                                  | Cat.  | 1421            | Tolonjac                                                         | 44° 22′ 57″ N, 1° 59′ 59″ E / 44.382614°N,1.999729°E | PA00125561 | Castell de Tolonjac · Vegeu més fotos d'aquest monument · Carregueu una nova foto d'aquest monument                                                  |
| Creu de Bleyssoles, creu de terme                                    | Cat.  |                 | Vabre e Tisac                                                    | 44° 16′ 16″ N, 2° 09′ 37″ E / 44.271154°N,2.160375°E | PA00094192 | Creu de Bleyssoles, creu de terme · Vegeu més fotos d'aquest monument · Carregueu una nova foto d'aquest monument                                    |
| Casa                                                                 | Cat.  | Segle XVI       | Vilafranca de Roergue 2 rue du Sergent-Bories                    | 44° 21′ 07″ N, 2° 02′ 13″ E / 44.352083°N,2.036972°E | PA00094222 | Casa · Carregueu una nova foto d'aquest monument |
| Casa                                                                 | Cat.  | Segle XV        | Vilafranca de Roergue rue Marcellin-Fabre, abans rue de Lorraine | 44° 21′ 08″ N, 2° 02′ 14″ E / 44.352167°N,2.037139°E | PA00094223 | Casa · Carregueu una nova foto d'aquest monument |
| Maison Bernays o maison Jean-Imbert de Dardennes, maison Renaissance | Cat.  |                 | Vilafranca de Roergue place du Marché                            | 44° 21′ 07″ N, 2° 02′ 15″ E / 44.352°N,2.03758°E     | PA00094224 | Maison Bernays o maison Jean-Imbert de Dardennes, maison Renaissance · Vegeu més fotos d'aquest monument · Carregueu una nova foto d'aquest monument |
| Maison Trebosc                                                       | Cat.  |                 | Vilafranca de Roergue place Notre-Dame                           | 44° 21′ 09″ N, 2° 02′ 18″ E / 44.352449°N,2.038457°E | PA00094221 | Carregueu una nova foto d'aquest monument |
| Maison Soulie                                                        | Cat.  |                 | Vilafranca de Roergue place Notre-Dame                           | 44° 21′ 09″ N, 2° 02′ 18″ E / 44.352449°N,2.038457°E | PA00094220 | Carregueu una nova foto d'aquest monument |
| Maison Salingardes                                                   | Cat.  |                 | Vilafranca de Roergue place Notre-Dame                           | 44° 21′ 09″ N, 2° 02′ 18″ E / 44.352449°N,2.038457°E | PA00094219 | Carregueu una nova foto d'aquest monument |
| Maison du Rieu                                                       | Cat.  |                 | Vilafranca de Roergue place Notre-Dame                           | 44° 21′ 09″ N, 2° 02′ 18″ E / 44.352449°N,2.038457°E | PA00094218 | Carregueu una nova foto d'aquest monument |
| Maison Ricard                                                        | Cat.  |                 | Vilafranca de Roergue place Notre-Dame                           | 44° 21′ 09″ N, 2° 02′ 18″ E / 44.352449°N,2.038457°E | PA00094217 | Carregueu una nova foto d'aquest monument |
| Maison Pomairols o maison du Président Raynal                        | Cat.  |                 | Vilafranca de Roergue place Notre-Dame                           | 44° 21′ 09″ N, 2° 02′ 18″ E / 44.352449°N,2.038457°E | PA00094216 | Maison Pomairols o maison du Président Raynal · Carregueu una nova foto d'aquest monument                                                            |
| Maison Palis                                                         | Cat.  |                 | Vilafranca de Roergue place Notre-Dame                           | 44° 21′ 09″ N, 2° 02′ 18″ E / 44.352449°N,2.038457°E | PA00094215 | Carregueu una nova foto d'aquest monument |
| Maison Maravelle                                                     | Cat.  |                 | Vilafranca de Roergue place Notre-Dame                           | 44° 21′ 09″ N, 2° 02′ 18″ E / 44.352449°N,2.038457°E | PA00094214 | Carregueu una nova foto d'aquest monument |
| Maison Labarie                                                       | Cat.  |                 | Vilafranca de Roergue place Notre-Dame                           | 44° 21′ 09″ N, 2° 02′ 18″ E / 44.352449°N,2.038457°E | PA00094213 | Carregueu una nova foto d'aquest monument |
| Maison Ganac                                                         | Cat.  |                 | Vilafranca de Roergue place Notre-Dame                           | 44° 21′ 09″ N, 2° 02′ 18″ E / 44.352449°N,2.038457°E | PA00094212 | Carregueu una nova foto d'aquest monument |
| Maison Breton                                                        | Cat.  |                 | Vilafranca de Roergue place Notre-Dame                           | 44° 21′ 09″ N, 2° 02′ 18″ E / 44.352449°N,2.038457°E | PA00094211 | Carregueu una nova foto d'aquest monument |
| Maison Bouillac                                                      | Cat.  |                 | Vilafranca de Roergue place Notre-Dame                           | 44° 21′ 09″ N, 2° 02′ 18″ E / 44.352449°N,2.038457°E | PA00094210 | Carregueu una nova foto d'aquest monument |
| Maison Armand                                                        | Cat.  |                 | Vilafranca de Roergue place Notre-Dame                           | 44° 21′ 07″ N, 2° 02′ 15″ E / 44.352°N,2.0375°E      | PA00094208 | Maison Armand · Vegeu més fotos d'aquest monument · Carregueu una nova foto d'aquest monument                                                        |
| Maison Almaric                                                       | Cat.  |                 | Vilafranca de Roergue place Notre-Dame                           | 44° 21′ 09″ N, 2° 02′ 18″ E / 44.352449°N,2.038457°E | PA00094207 | Maison Almaric · Carregueu una nova foto d'aquest monument                                                                                           |
| Maison Almaric                                                       | Cat.  |                 | Vilafranca de Roergue place Notre-Dame                           | 44° 21′ 09″ N, 2° 02′ 18″ E / 44.352449°N,2.038457°E | PA00094206 | Maison Almaric · Carregueu una nova foto d'aquest monument                                                                                           |
| Maison Besson                                                        | Inv.  |                 | Vilafranca de Roergue rue de la République                       | 44° 21′ 03″ N, 2° 02′ 15″ E / 44.350809°N,2.037384°E | PA00094209 | Carregueu una nova foto d'aquest monument |
| Casa                                                                 | Inv.  | 1553            | Vilafranca de Roergue 12 rue de la Treille                       | 44° 20′ 53″ N, 2° 02′ 18″ E / 44.348139°N,2.038361°E | PA00094225 | Casa · Carregueu una nova foto d'aquest monument |
| Antiga església Saint-Jacques                                        | Inv.  |                 | Vilafranca de Roergue                                            | 44° 21′ 13″ N, 2° 02′ 14″ E / 44.353583°N,2.037333°E | PA12000029 | Antiga església Saint-Jacques · Vegeu més fotos d'aquest monument · Carregueu una nova foto d'aquest monument                                        |
| Teatre municipal, antiga sala des festes                             | Inv.  |                 | Vilafranca de Roergue 9 quai de la Sénéchaussée                  | 44° 20′ 59″ N, 2° 02′ 18″ E / 44.349806°N,2.038361°E | PA00125563 | Teatre municipal, antiga sala des festes · Vegeu més fotos d'aquest monument · Carregueu una nova foto d'aquest monument                             |
| Conjunt format per la plaça Notre-Dame                               | Cat.  |                 | Vilafranca de Roergue place Notre-Dame                           | 44° 21′ 08″ N, 2° 02′ 15″ E / 44.35225°N,2.037528°E  | PA00094239 | Conjunt format per la plaça Notre-Dame · Carregueu una nova foto d'aquest monument                                                                   |
| Font monòlit                                                         | Cat.  |                 | Vilafranca de Roergue                                            | 44° 21′ 05″ N, 2° 02′ 12″ E / 44.351472°N,2.036778°E | PA00094205 | Font monòlit · Vegeu més fotos d'aquest monument · Carregueu una nova foto d'aquest monument                                                         |
| Església Notre-Dame                                                  | Cat.  |                 | Vilafranca de Roergue place Notre-Dame                           | 44° 21′ 08″ N, 2° 02′ 16″ E / 44.352306°N,2.037861°E | PA00094204 | Església Notre-Dame · Vegeu més fotos d'aquest monument · Carregueu una nova foto d'aquest monument                                                  |
| Castell de Graves                                                    | Cat.  | 1545-1553       | Vilafranca de Roergue Graves                                     | 44° 21′ 57″ N, 2° 01′ 39″ E / 44.365806°N,2.0275°E   | PA00094203 | Castell de Graves · Vegeu més fotos d'aquest monument · Carregueu una nova foto d'aquest monument                                                    |
| Antiga cartoixa Saint-Sauveur                                        | Cat.  |                 | Vilafranca de Roergue                                            | 44° 20′ 39″ N, 2° 01′ 59″ E / 44.344139°N,2.032917°E | PA00094202 | Antiga cartoixa Saint-Sauveur · Vegeu més fotos d'aquest monument · Carregueu una nova foto d'aquest monument                                        |
| Capella dels Pénitents Noirs                                         | Cat.  |                 | Vilafranca de Roergue                                            | 44° 21′ 13″ N, 2° 02′ 13″ E / 44.353722°N,2.036861°E | PA00094201 | Capella dels Pénitents Noirs · Vegeu més fotos d'aquest monument · Carregueu una nova foto d'aquest monument                                         |
| Castell de Toulongergues, antic priorat                              | Inv.  |                 | Vilanòva                                                         | 44° 24′ 16″ N, 2° 01′ 37″ E / 44.404429°N,2.027034°E | PA12000011 | Castell de Toulongergues, antic priorat · Vegeu més fotos d'aquest monument · Carregueu una nova foto d'aquest monument                              |
| Antic priorat                                                        | Inv.  |                 | Vilanòva                                                         | 44° 26′ 12″ N, 2° 01′ 54″ E / 44.436792°N,2.031704°E | PA12000003 | Carregueu una nova foto d'aquest monument |
| Porta de vila amb matacà                                             | Inv.  |                 | Vilanòva                                                         | 44° 26′ 12″ N, 2° 01′ 57″ E / 44.436786°N,2.032444°E | PA00094231 | Porta de vila amb matacà · Vegeu més fotos d'aquest monument · Carregueu una nova foto d'aquest monument                                             |
| Porta de vila quadrada                                               | Inv.  |                 | Vilanòva                                                         | 44° 26′ 16″ N, 2° 02′ 01″ E / 44.437678°N,2.033479°E | PA00094230 | Porta de vila quadrada · Vegeu més fotos d'aquest monument · Carregueu una nova foto d'aquest monument                                               |
| Casa de la porta de vila quadrada                                    | Inv.  |                 | Vilanòva al costat de la porta de vila quadrada                  | 44° 26′ 16″ N, 2° 01′ 59″ E / 44.43766°N,2.033163°E  | PA00094229 | Casa de la porta de vila quadrada · Vegeu més fotos d'aquest monument · Carregueu una nova foto d'aquest monument                                    |
| Antiga església de Toulongergues                                     | Cat.  |                 | Vilanòva                                                         | 44° 24′ 16″ N, 2° 01′ 37″ E / 44.404429°N,2.027034°E | PA00094228 | Antiga església de Toulongergues · Vegeu més fotos d'aquest monument · Carregueu una nova foto d'aquest monument                                     |
| Església del Saint-Sépulcre                                          | Cat.  |                 | Vilanòva                                                         | 44° 26′ 13″ N, 2° 01′ 54″ E / 44.437°N,2.0317°E      | PA00094227 | Església del Saint-Sépulcre · Vegeu més fotos d'aquest monument · Carregueu una nova foto d'aquest monument                                          |
| Castell de Ginals                                                    | Inv.  |                 | Vilanòva                                                         | 44° 24′ 48″ N, 2° 00′ 23″ E / 44.413339°N,2.006486°E | PA00094226 | Castell de Ginals · Carregueu una nova foto d'aquest monument                                                                                        |